# Trigonisca atomaria
Trigonisca atomaria är en biart som först beskrevs av Cockerell 1917.  Trigonisca atomaria ingår i släktet Trigonisca och familjen långtungebin. Inga underarter finns listade.

## Utseende
Ett mycket litet, övervägande gult bi; arbetarna är omkring 3 mm långa. Ett mörkt band går mellan punktögonen tvärs över hjässan. Bakre delen av mellankroppen är svart på ovansidan, medan tergiterna, som är tämligen breda, (ovansidans bakkroppssegment) har svarta band i bakkanterna.

## Ekologi
Trigonisca atomaria tillhör de gaddlösa bina, ett tribus (Meliponini) av sociala bin som saknar fungerande gadd. De har dock kraftiga käkar, och kan bitas ordentligt.

## Utbredning
Arten förekommer i Costa Rica och Panama. Den har även blivit påträffad i Nicaragua.